# Vincent Ébaudy de Rochetaillé
Vincent Ébaudy de Rochetaillé, né le 27 juin 1744 à Langres et mort le 8 février 1832  à Vesoul, fut députe de la Haute-Saône. 

## Biographie

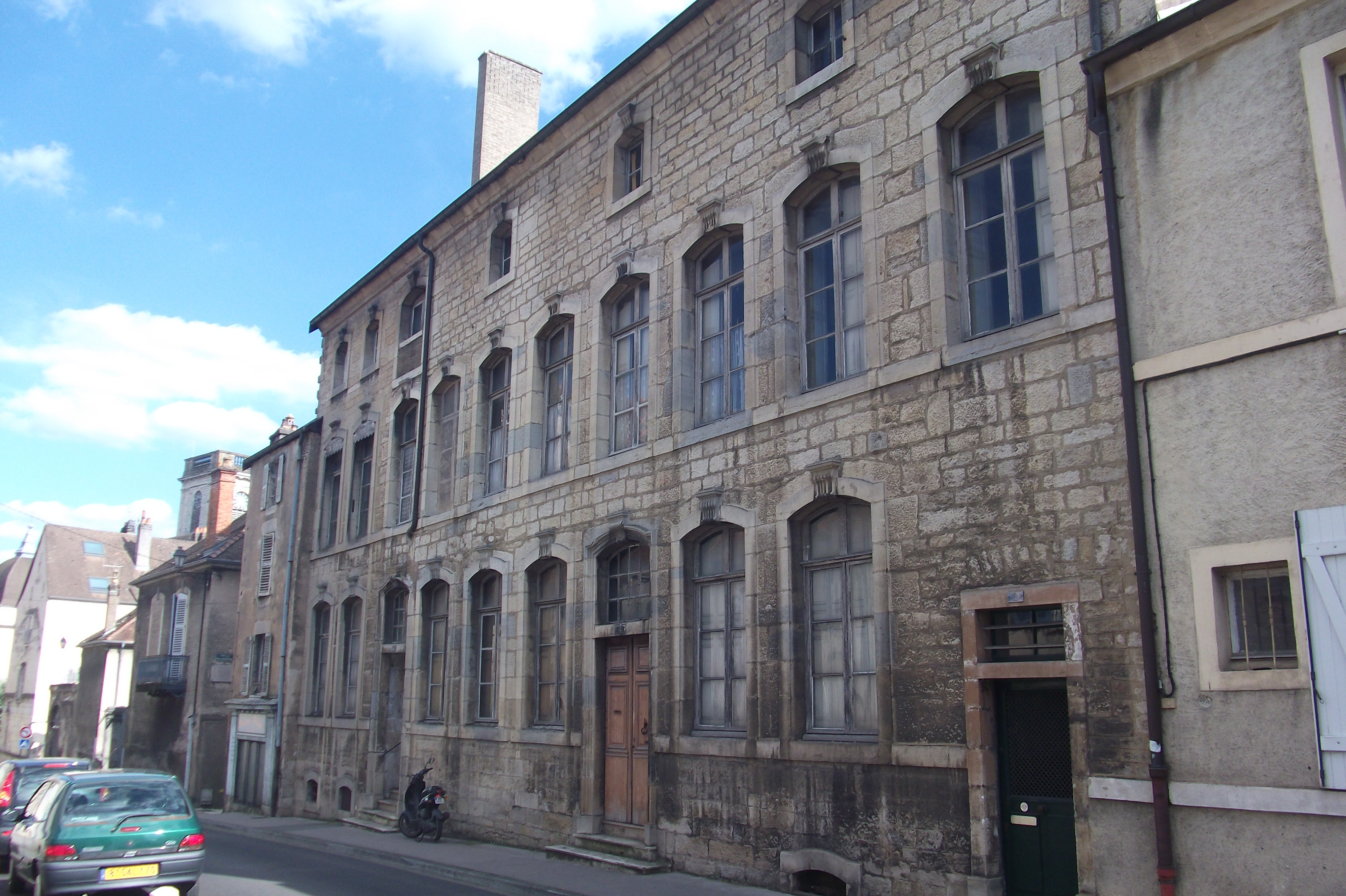
Maison Ébaudy de Rochetaillé à Vesoul

Militaire, sous l'ancien régime, Vincent Ébaudy de Rochetaillé a commencé sa carrière en 1761 dans le Régiment de Schomberg dragons, avec le grade de cornette. Il a participé à la bataille de Friedberg, et quitta le service des armées en 1770[Passage contradictoire]. En février 1770, il prit les fonctions de lieutenant-général du bailliage de Vesoul. En suivant les idées de la Révolution, il devient, en 1790, commandant de la garde nationale et commissaire pour la formation du département de la Haute-Saône. À la fin du Premier Empire, il se retire dans sa résidence, la maison Ébaudy de Rochetaillé à Vesoul.
Il décède au 24 rue Haute (actuelle rue Baron-Bouvier) à Vesoul.

## Carrière politique
Le 14 janvier 1813, Vincent Ébaudy de Rochetaillée fut désigné, par le Sénat, pour représenter le département de la Haute-Saône au Corps législatif.

### Sources
- « Vincent Ébaudy de Rochetaillé », dans Adolphe Robert et Gaston Cougny, Dictionnaire des parlementaires français, Edgar Bourloton, 1889-1891 [détail de l’édition]